# Puranpur
Puranpur là một thành phố và là nơi đặt ban đô thị (municipal board) của quận Pilibhit thuộc bang Uttar Pradesh, Ấn Độ.

## Địa lý
Puranpur có vị trí 28°31′B 80°09′Đ / 28,52°B 80,15°Đ Nó có độ cao trung bình là 180 mét (590 feet).

## Nhân khẩu
Theo điều tra dân số năm 2001 của Ấn Độ, Puranpur có dân số 37.193 người. Phái nam chiếm 52% tổng số dân và phái nữ chiếm 48%. Puranpur có tỷ lệ 54% biết đọc biết viết, thấp hơn tỷ lệ trung bình toàn quốc là 59,5%: tỷ lệ cho phái nam là 61%, và tỷ lệ cho phái nữ là 46%. Tại Puranpur, 15% dân số nhỏ hơn 6 tuổi.